# 蓮香樓 (香港)

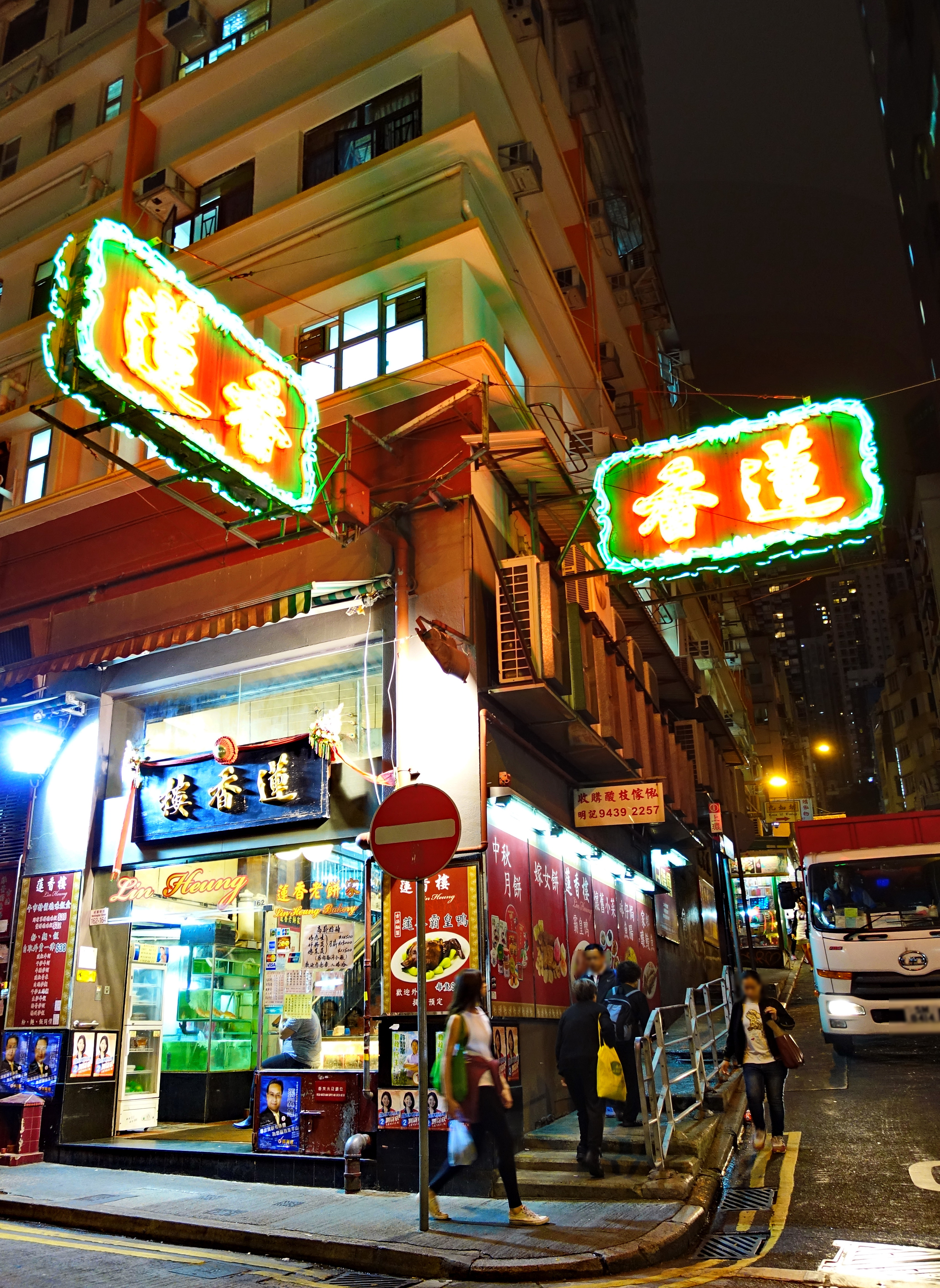
香港蓮香樓

蓮香樓（英語：Lin Heung Tea House），又名蓮香茶室，是廣州蓮香樓在香港開設的分號，位於香港中環威靈頓街160-164號曾昭灝大廈內，樓高兩層。

## 歷史

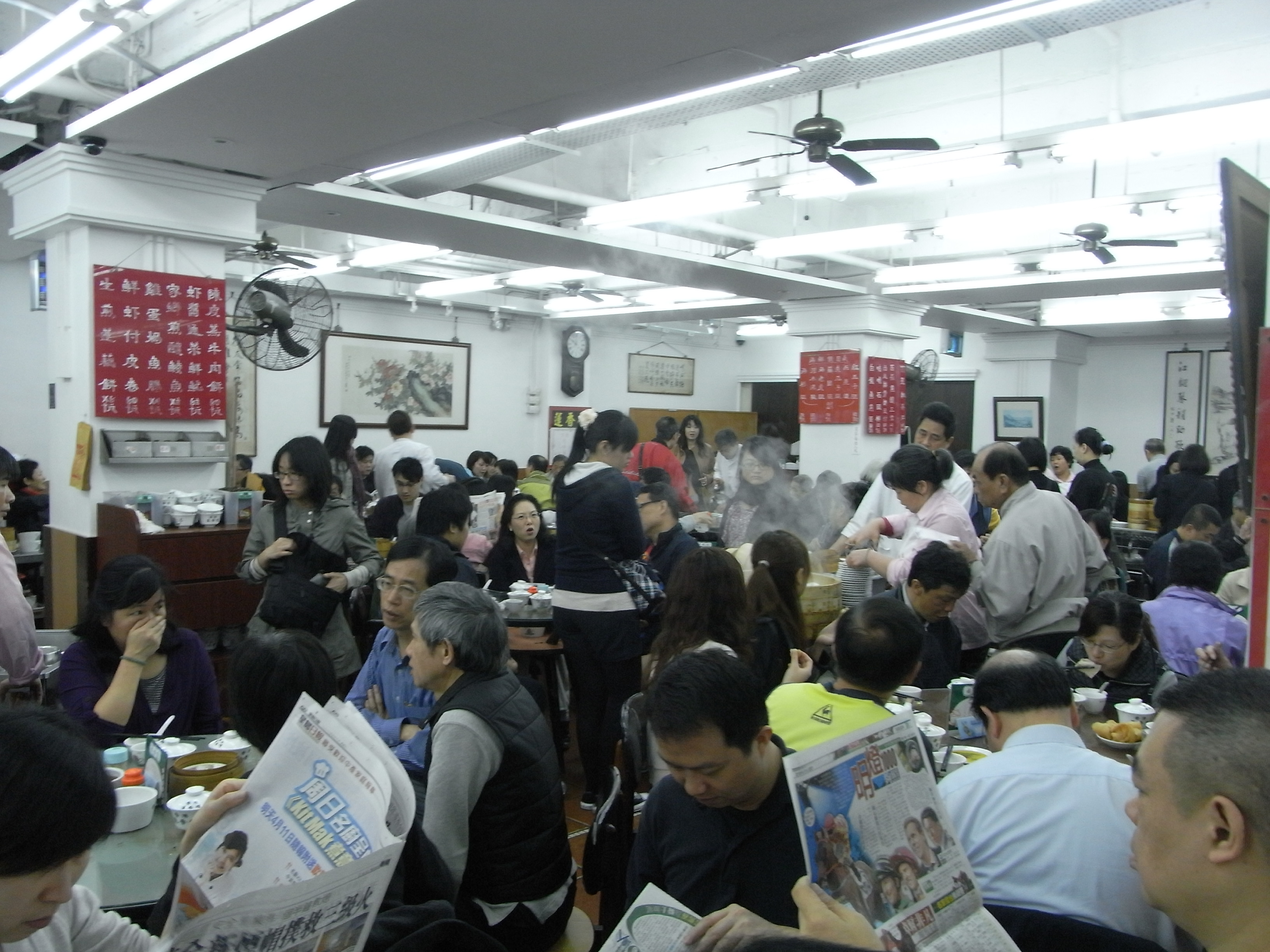
香港第三代蓮香樓內貌

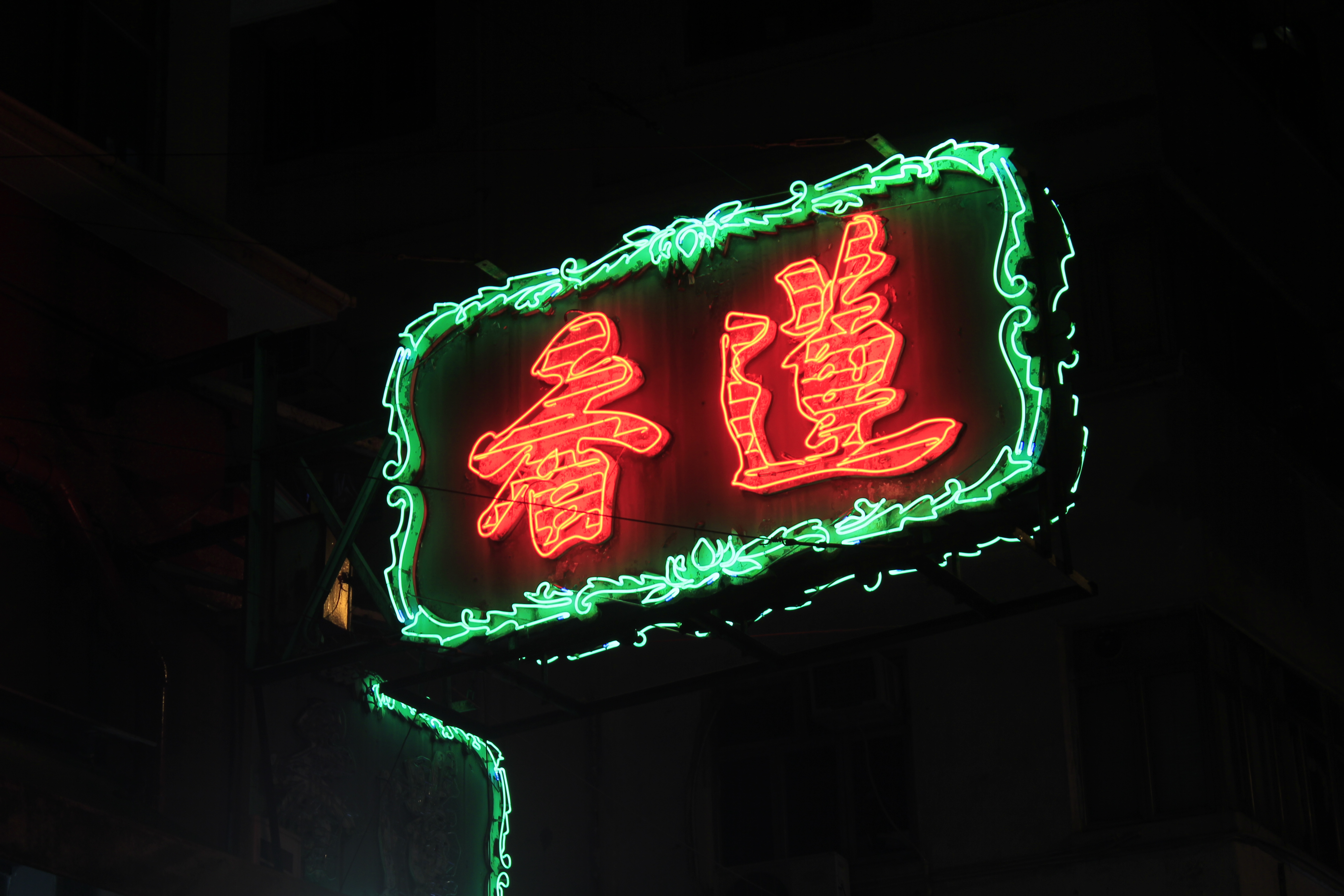
位於街角的「蓮香」霓虹燈招牌

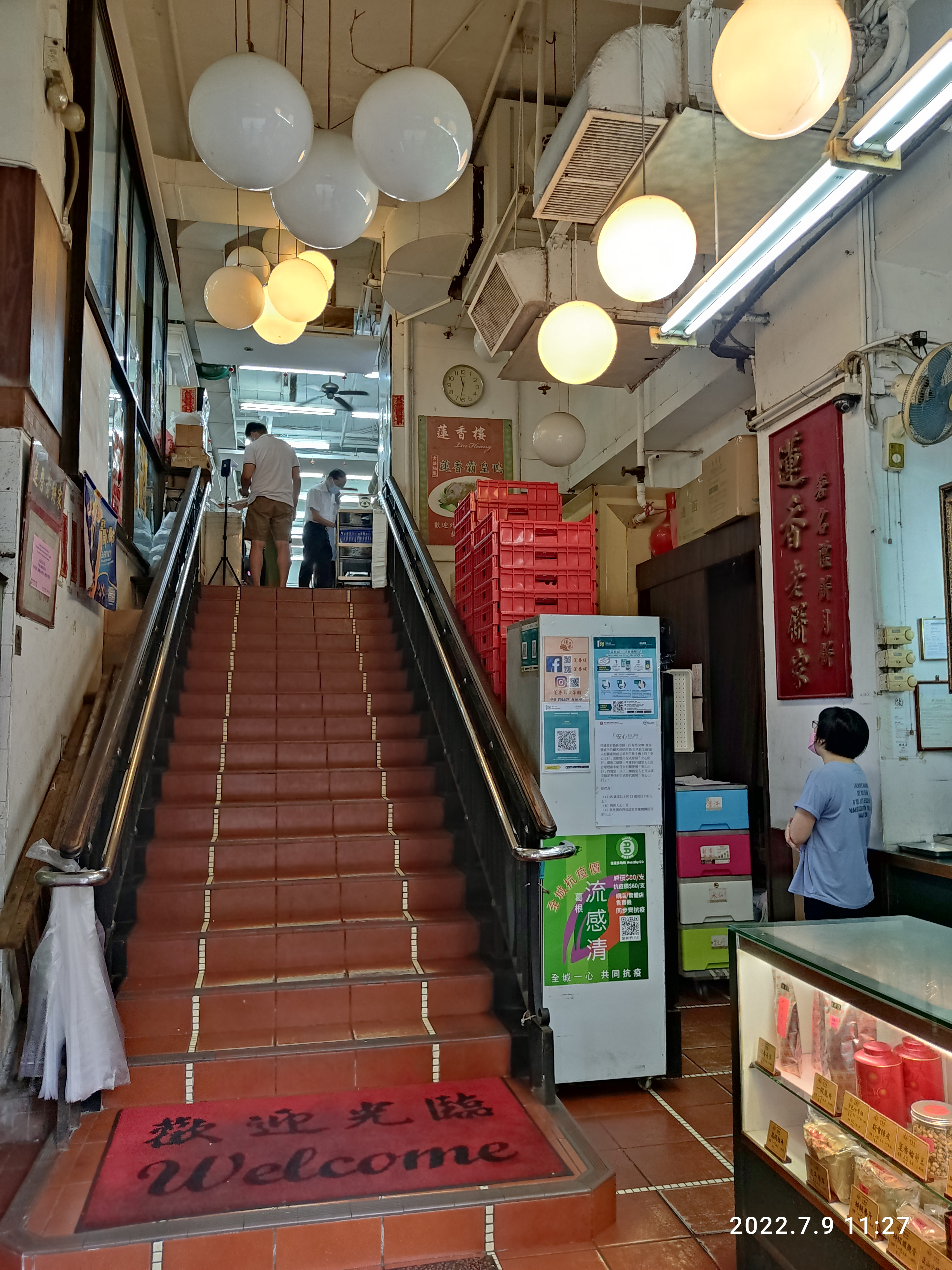
蓮香樓入口樓梯

第一代蓮香樓於1927年8月10日在英屬香港中環皇后大道中開業，到1980年遷至威靈頓街襟江酒家舊址，現時第三代蓮香樓在1996年遷至威靈頓街160號。蓮香樓一度設有3間分店，分別設於港九。其戰前粵式茶樓的獨特形象維持至今，已經深入民心，成為香港飲食文化的一部分。電影《花樣年華》也看中「蓮香樓」的懷舊氣息，在1999年7月26日於該處開記者招待會，當時梁朝偉和張曼玉均有出席。
1949年中共建政後幾年，香港的蓮香樓每年都會派人到廣州一德路的辦事處派發分紅給各股東，每位股东凭入股证明，每股每年可得到1000港元的分红。後來因為大陸搞政治運動加上公私合營，不久便跟香港三間蓮香失去聯繫。至1980年代，每年每个股东只能分到200港元的「生果金」，但分红已不存在。在經營運作上，省港蓮香樓各自負盈虧。
香港蓮香樓的負責人顏尊輝於2011年指出，廣州蓮香樓開店時的股東多達141人，現在絕大部分已離世，但公司仍有派息給他們的後人。
香港蓮香樓由第一代掌舵人顏世滔主理。後再傳給多名兒子，惟第二代傳人顏志人及顏同珍，亦分別在2008及2006年去世。顏志人在顏同珍去世後，與尚存的兄弟及顏同珍兒子顏尊輝開設一間「天香大酒樓有限公司」，用以管理「蓮香樓」。到2008年顏志人逝世後，日常管理便由顏尊輝一人負責。
2009年2月，顏尊輝與「蓮香樓」家禽供應商王柏榮成立「添香茶樓有限公司」，於5月開始在上環德輔道西經營與「蓮香樓」風格相近的「蓮香居」。顏尊輝向媒體稱，「蓮香居」是「蓮香樓」的分店。
顏志人的子女（顏信華、顏尊彝、顏瞻華及顏尊理）隨後把顏尊輝、其拍檔王柏榮、添香茶樓有限公司告上法庭。原告聲稱，「天香大酒樓」其他成員並不知道開分店一事，更無給予准許，被告這樣對外宣稱，是有意影射和侵犯「蓮香樓」商譽。原告在上月卅日向被告發律師信，要求停止影射行為，但遭對方拒絕，原告因此入稟法庭，要求禁制及賠償令。
顏尊輝指原告行動不理公司形象，亦不尊重其他叔伯。他強調「蓮香樓」一直以來都由他父親顏同珍打理，之後再傳給他，伯父顏志人只是「間中落嚟簽吓支票」（偶爾下來簽一下支票），並沒有插手經營，眾原告更從沒參與業務。2011年，顏尊輝證明早已從叔父手上以7000萬元購入蓮香樓生意，案件才告終結。至8月再有顏志人同居女友韓怡與顏的6名子女爭奪逾億元遺產，最後韓手持的遺囑被判無效，不獲分毫。

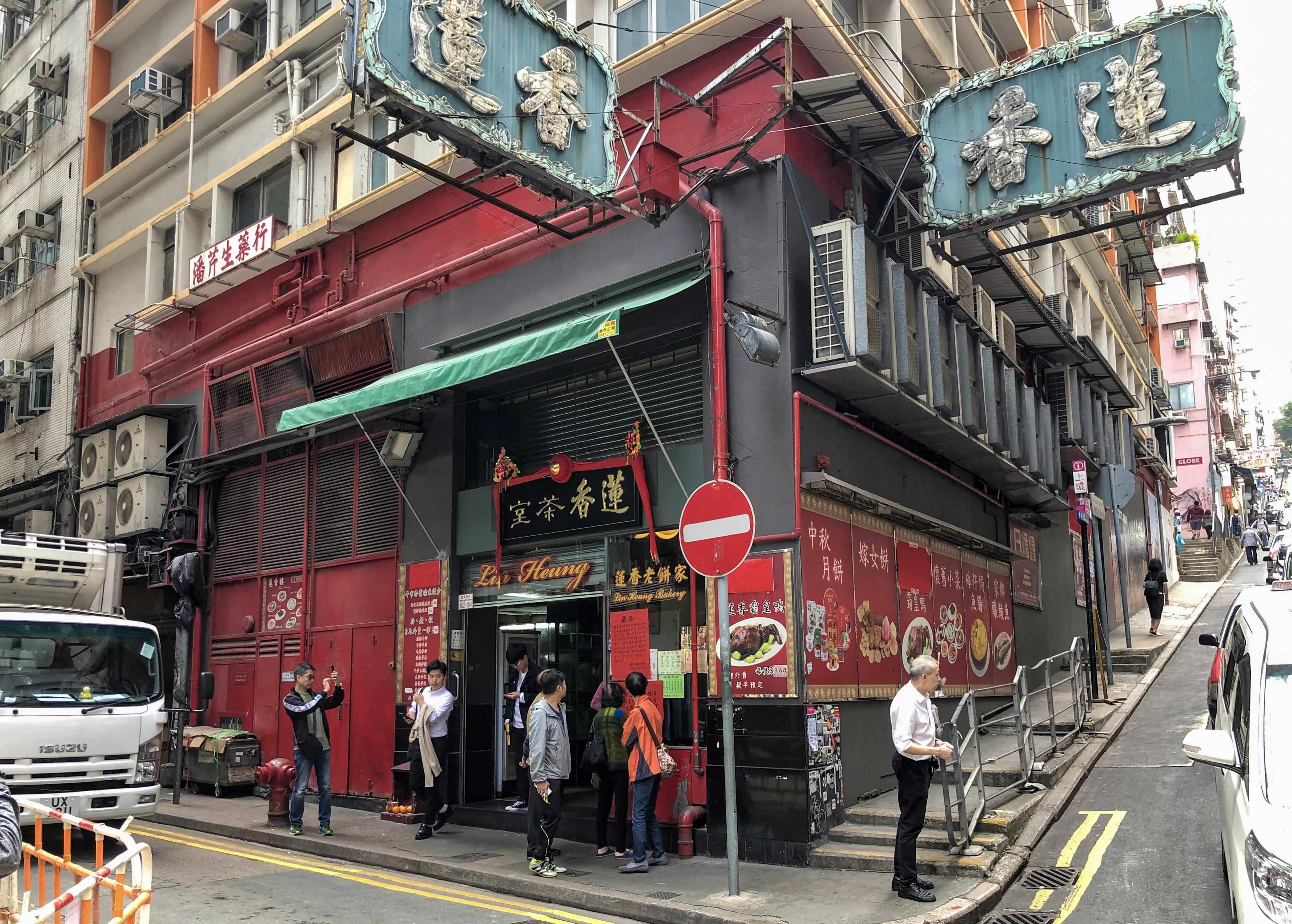
2019年3月1日起運作的「蓮香茶室」

近年因地產公司資本策略已收購曾昭灝大廈逾九成業權，到2018年向法庭申請強拍，租約將於2019年第二季約滿，加上公司需處理經營問題，因此決定在2019年2月底休業整頓。其後有多家商業機構表示願意以其他模式繼續營運，最後由數位老伙計接手，以特許經營模式繼續營運原址3年，易名「蓮香茶室」，但不設晚市。
蓮香樓老闆第四代傳人於2020年3月再次接管酒樓，並再次正名為「蓮香樓」。
2024年，蓮香居舊址改名成「六安居」重新營業。但「六安居」跟蓮香樓、蓮香居及蓮香飲食集團完全沒有關系，而且舊有蓮香居股東與六安居股東架構也不相同。事實上是另一家茶樓。
2024年4月1日上午6時正，中環威靈頓街蓮香樓重開試業，並定於4月8日正式重新開業。蓮香樓的品牌及業務自此歸新翰有限公司擁有及營運，該公司指是次重開與2019年及2022年蓮香樓因前營運者而造成的先後兩次結業無關。
2025年5月底，增設九龍尖沙咀分店，設於諾士佛臺及美麗華商圈附近，並以二十四小時營運，全日均供應飲茶點心作為招徠。

## 餐廳簡介
香港的蓮香樓在中區威靈頓街與鴨巴甸街交界曾昭灝大廈地下及一樓，在1996年6月4日開業。朝6晚11，經營中式茶樓午市晚飯，不另加一，著名菜式有醬燒骨、霸皇鴨、煎釀鯪魚。它也以蓮香老餅家為賣點。曾昭灝大廈為舊式唐樓高7層，無升降機，蓮香樓只佔近威靈頓街的兩層，樓下東面是貨倉及廚房，西面是賣年糕唐餅的店面，中間有寬大木樓梯上2樓茶室，茶客亦可能從鴨巴甸街直接進入2樓茶室。茶室之內，茶客自行找座位，無知客、大廳四面裝有中國古文詩句、山水字畫，不設貴賓房、歡迎搭台，有手推點心車，星期天特別熱鬧。
製餅工場在香港柴灣，蓮蓉為自家製，糕點每天出爐，新鮮運到中環出售，為特色賣點之一。

## 結業
2022年8月8日蓮香飲食集團突然宣佈旗下茶樓蓮香樓及蓮香棧「即日正式結業」。
香港01等传媒报道，有包含茶樓經理在內的員工表示在集团公告發出前毫不知情。员工更透露蓮香樓由2022年4月起已拖欠薪金，老闆遇追薪员工則屡屡聲稱已有集團注資。
到2023年10月初，公司及擔保人遭香港按揭證券有限公司入稟高等法院，追討本金連利息共逾660萬元，兼須支付利息及訟費。